# Jean-Philippe Blondet
Jean-Philippe Blondet (* 1980 in Nizza) ist ein französischer Koch.

## Werdegang
Blondet begann 2004 im Restaurant Spoon at Sanderson von Alain Ducasse in London. 2006 wechselte er zum Restaurant Le Louis XV von Alain Ducasse (drei Michelinsterne) im Hôtel de Paris in Monaco. Dann wurde er Souschef bei Spoon in Hongkong. Im September 2013 begann er als Souschef bei Jocelyn Herland im Restaurant Alain Ducasse at The Dorchester.
Im Januar 2016 wurde Blondet dort Küchenchef. Das Restaurant wurde im Guide Michelin 2017 mit drei Michelinsternen ausgezeichnet.

## Auszeichnungen
- 2016: Drei Sterne im Guide Michelin 2017 für das Restaurant Alain Ducasse at The Dorchester in London